# العداني (حزم العدين)

تعديل مصدري - تعديل

العداني محلة تابعة لقرية الحلو، التابعة لعزلة بني وائل بمديرية حزم العدين إحدى مديريات محافظة إب في الجمهورية اليمنية، بلغ تعداد سكانها 31 حسب تعداد اليمن لعام 2004.